# Signhild Björkman
Signhild Maria Björkman, under en tid Björkman Johansson, född 27 augusti 1906 i Visby stadsförsamling på Gotland, död 12 juli 1994 i Sofia församling i Stockholm, var en svensk skådespelare.

## Biografi
Björkman filmdebuterade 1928 i John W. Brunius Gustaf Wasa, och kom att medverka i drygt tio filmproduktioner. 
Signhild Björkman tillhör släkten Björkman (från Hille). Fadern John Björkman var fängelsedirektör i Visby och sedan i Örebro och modern hette Maria Berenice Nordling. Signhild Björkman var 1929–1943 gift med regissören Gunnar Skoglund, (1899–1983) 1945–1949 med läraren Hugo Birger Lindholm (1902–1981) och från 1952 med källarmästaren Arne Johansson (1913–1970).

## Filmografi
- 1928 – Gustaf Wasa del I
- 1928 – Svarte Rudolf
- 1931 – Lika inför lagen
- 1932 – Landskamp
- 1935 – Vandring i våren
- 1936 – Vår randade väg
- 1937 – Adolf Armstarke
- 1937 – Katt över vägen
- 1937 – Adolf Armstarke
- 1938 – Med folket för fosterlandet
- 1944 – Klockan på Rönneberga
- 1944 – Kristin kommenderar
- 1950 – Restaurant Intim
- 1955 – Så tuktas kärleken

## Teater

### Roller (ej komplett)
| År   | Roll                       | Produktion                                              | Regi             | Teater                  |
| ---- | -------------------------- | ------------------------------------------------------- | ---------------- | ----------------------- |
| 1928 | Grete                      | Hoppla, vi lever! Ernst Toller                          | Per Lindberg     | Dramaten                |
| 1928 | En kvinna                  | Diktatorn Jules Romains                                 | Per Lindberg     | Dramaten                |
| 1928 | Ett fågelilbud             | Fåglarna Aristofanes                                    | Olof Molander    | Dramaten                |
| 1929 | Fru de Ligneray            | Äventyret Gaston Arman de Caillavet och Robert de Flers | Karl Hedberg     | Dramaten                |
| 1929 | Clary                      | Ringen du gav mig Oscar Rydqvist                        | Per Lindberg     | Dramaten                |
| 1929 | Nichette                   | Kameliadamen Alexandre Dumas d. y.                      | Olof Molander    | Dramaten                |
| 1930 | En maskinskriverska        | Topaze Marcel Pagnol                                    | Gustaf Linden    | Dramaten                |
| 1930 | Antoinette                 | Ungkarlspappan Edward Childs Carpenter                  | Olof Molander    | Dramaten                |
| 1930 | Ida Friis                  | Kära släkten Gustav Esmann                              | Rune Carlsten    | Oscarsteatern           |
| 1930 | Gerda Holm                 | Farmors revolution Jens Locher                          | Pauline Brunius  | Oscarsteatern           |
| 1930 | Lucy Timson, tjänsteflicka | Mordet i andra våningen Frank Vosper                    | John W. Brunius  | Oscarsteatern           |
| 1931 |                            | Nunnornas barn Gregorio Martínez Sierra                 | Sandro Malmquist | Konserthusteatern       |
| 1935 | Belle                      | Ljuva ungdomstid Eugene O'Neill                         | Rune Carlsten    | Dramaten                |
| 1937 | Blanche Popinot            | Ungdomen kommer med åren Seymour Hicks och Ashley Dukes | Gunnar Tolnæs    | Vasateatern             |
| 1937 | Fritzi                     | I kärlek BC Ladislaus Bus-Fekete                        | Martha Lundholm  | Vasateatern             |
| 1938 | Motionsgymnastiklärarinnan | Kvinnorna Clare Boothe Luce                             | Rune Carlsten    | Dramaten                |
| 1938 | Jeanne                     | Sex trappor upp Alfred Gehri                            | Pauline Brunius  | Dramaten                |
| 1941 |                            | Han som kom till middag George S. Kaufman och Moss Hart | Martha Lundholm  | Vasateatern             |
| 1942 | Polskan                    | Flykten från Paris Lo Håkansson                         | Martha Lundholm  | Vasateatern             |
| 1942 | Apatura Iris               | I vår Herres hage Josef Čapek och Karel Čapek           | Gösta Folke      | Vasateatern             |
| 1942 |                            | Min syster Eileen Joseph Fields och Jerome Chodorov     | Gösta Folke      | Vasateatern             |
| 1955 |                            | Markurells i Wadköping Hjalmar Bergman                  | Sandro Malmquist | Skansens friluftsteater |

### Radioteater
| År   | Roll                 | Produktion                                        | Regi           |
| ---- | -------------------- | ------------------------------------------------- | -------------- |
| 1940 | Inga, typograf       | 33,333 Algot Sandberg                             | Carl Barcklind |
| 1953 | Fröken Monika Heiner | Hillmans detektivbyrå: Vattengraven Folke Mellvig | Lars Madsén    |

### Fotnoter
1. ↑  Sveriges befolkning 1970, CD-ROM, Version 1.04, Sveriges Släktforskarförbund (2002).
2. 1 2 3 4  Sveriges Dödbok 1901–2009, DVD-ROM, Version 5.00, Sveriges Släktforskarförbund (2010).
3. ↑  ”Signhild Björkman”. Svensk Filmdatabas. http://sfi.se/sv/svensk-filmdatabas/Item/?type=PERSON&itemid=59088&ref=%2ftemplates%2fSwedishFilmSearchResult.aspx%3fid%3d1225%26epslanguage%3dsv%26searchword%3dSignhild+Bj%C3%B6rkman%26type%3dPerson%26match%3dBegin%26page%3d1%26prom%3dFalse. Läst 15 oktober 2012.
4. ↑  Gunnar Skoglund i Svenskt Biografiskt Lexikon
5. ↑  Bröllopsnotis i Dagens Nyheter, 20 november 1945, sid. 14
6. ↑  Svenska Släktkalendern 1976 s 98.
7. ↑  ”Teater, Musik och Film”. Dagens Nyheter:  s. 7. 19 augusti 1930. http://arkivet.dn.se/arkivet/tidning/1930-08-19/223/7. Läst 9 maj 2016.
8. ↑  Bo Bergman (7 september 1930). ”'Farmors revolution' på Oscarsteatern”. Dagens Nyheter:  s. 14. http://arkivet.dn.se/arkivet/tidning/1930-09-07/242/14. Läst 29 augusti 2015.
9. ↑  Bo Bergman (9 november 1930). ”'Mordet i andra våningen' på Oscars”. Dagens Nyheter:  s. 15. http://arkivet.dn.se/tidning/1930-11-09/305/15. Läst 4 mars 2017.
10. ↑  Manstad, Margit (1987). Och vinden viskade så förtroligt. Stockholm: Läsförlaget AB. sid. 108. Libris 7673797. ISBN 91-7902-067-4
11. ↑  ”Ungdomen kommer med åren”. Musikverket. http://calmview.musikverk.se/CalmView/Record.aspx?src=CalmView.Performance&id=PERF14227&pos=402. Läst 30 april 2016.
12. ↑  ”I kärlek....Bc”. Musikverket. http://calmview.musikverk.se/CalmView/Record.aspx?src=CalmView.Performance&id=PERF14236&pos=403. Läst 30 april 2016.
13. ↑  ”Teater Musik Film: Vasan sätter igång.”. Dagens Nyheter:  s. 9. 19 september 1941. https://arkivet.dn.se/tidning/1941-08-26/230/9. Läst 17 december 2021.
14. ↑  Oscar Rydqvist (18 februari 1942). ”'Flykten från Paris' på Vasateatern”. Dagens Nyheter:  s. 9. http://arkivet.dn.se/arkivet/tidning/1942-02-18/48/9. Läst 24 augusti 2015.
15. ↑  ”I vår herres hage”. Musikverket. http://calmview.musikverk.se/CalmView/Record.aspx?src=CalmView.Performance&id=PERF14232&pos=427. Läst 1 maj 2016.
16. ↑  ”Teater Musik Film”. Dagens Nyheter:  s. 9. 22 december 1942. http://arkivet.dn.se/arkivet/tidning/1942-12-22/348/9. Läst 1 maj 2016.
17. ↑  ”Skansenteatern”. Leopolds antikvariat. Arkiverad från originalet den 28 mars 2016. https://web.archive.org/web/20160328020221/http://www.abm.se/leopolds/Skansenteatern.html. Läst 19 mars 2016.
18. ↑  ”Radioprogrammet”. Dagens Nyheter:  s. 24. 29 september 1940. http://arkivet.dn.se/arkivet/tidning/1940-09-29/266/24. Läst 29 januari 2016.
19. ↑  ”Radioprogrammet”. Dagens Nyheter:  s. 30. 28 november 1953. https://arkivet.dn.se/tidning/1953-11-28/323/30. Läst 19 december 2021.